# Clavier-Übung
Johann Sebastian Bach koos de naam Clavier-Übung voor een verzameling klavierwerken in navolging van Johann Kuhnau, die in 1689 zijn Neue Clavier-Übung, een verzameling van zeven klaviersuites, uitbracht. In 1692 bracht Kuhnau een tweede deel uit. Bach stelde vier van deze 'klavieroefeningen' samen, met muziek voor klavecimbel en orgel. In tegenstelling tot wat de naam zou kunnen doen vermoeden gaat het bij Bach niet – overigens ook niet bij Kuhnau – om eenvoudige oefenstukjes voor beginners of lesboeken of -boekjes. Bachs vier verzamelingen, waarvan overigens alleen de eerste drie genummerd zijn, stellen hoge tot zeer hoge eisen aan de technische en muzikale kwaliteiten van de uitvoerder. 
De vier delen bestaan uit:

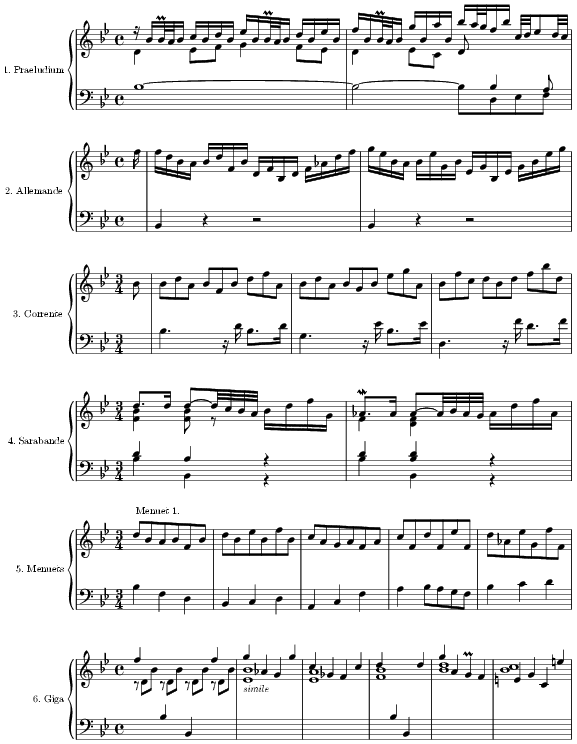
De eerste notenbalk van de zes partita's van Clavier-Übung I.

Clavier-Übung I (1726-1731): de zes partita's, BWV 825-830. De titelpagina vermeldt:
C l a v i r · Ü b u n g

bestehend in

Praeludien, Allemanden, Couranten, Sarabanden, Giguen,

Menuetten, und andern Galanterien,

Denen Liebhabern zur Gemüths Ergoetzung verfertigt von

JOHANN SEBASTIAN BACH

Hochfürstl: Sächsisch-Weisenfelsischen würklichen Capellmeistern

und

Directore Chori Musici Lipsiensis.

OPUS 1.

In Verlegung des Autoris.

1731
Clavier-Übung II (1735): het Italiaans concert ('Concerto nach italienischen Gusto'), BWV 971, en de Ouverture in de Franse stijl (Ouverture nach französischer Art), BWV 831. De titelpagina uit 1735 kondigt aan: 
Zweyter Theil

der

C l a v i e r U b u n g

bestehend in

einem C o n c e r t o nach Italiaenischen Gusto

und

einer O v e r t u r e nach Französischer Art,

vor ein

Clavicÿmbel mit zweÿen

Manualen.

Denen Liebhabern zur Gemüths-Ergötzung verfertiget

von

Johann Sebastian Bach

Hochfürstl: Saechßl: Weißenfelßl: Capellmeistern

und

Directore Chori Musici Lipsiensis.

in Verlegung

Christoph Weigel Junioris.

 =
eveneens enkele merkwaardige spellingsmomenten ingesloten.

Clavier-Übung III (1739): 'Deutsche Orgel-Messe', liturgische orgelmuziek, BWV 552i/ii, BWV 669-689 en BWV 802-805. De titelpagina vermeldt:
Dritter Theil

der

Clavier Übung

bestehend

in

verschiedenen Vorspielen

über die

Catechismus- und andere Gesaenge,

vor die Orgel:

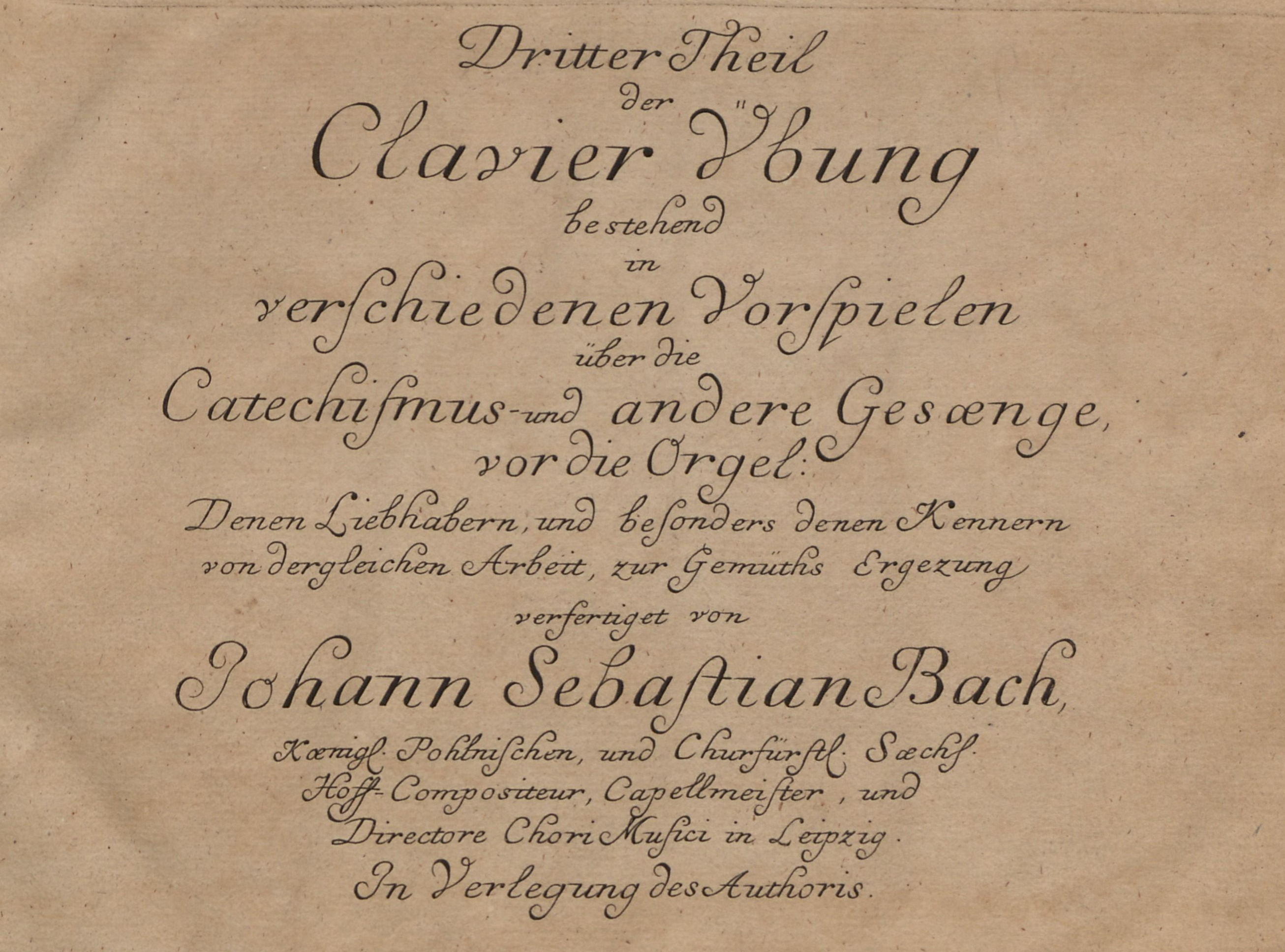
Titelpagina van Clavier-Übung III.

Denen Liebhabern, und besonders denen Kennern

von dergleichen Arbeit, zur Gemüths Ergezung

verfertigt von

JOHANN SEBASTIAN BACH,

Koenigl. Pohlnischen, und Churfürstl. Saechs.

Hoff-Compositeur, Capellmeister, und

Directore Chori Musici in Leipzig.

In Verlegung des Authoris.

Clavier-Übung IV (1741): de Aria met verschillende variaties 'Goldbergvariaties', BWV 988. De titelpagina vermeldt geen rangnummer. Er staat:
Clavier Übung

bestehend

in einer

A R I A

mit verschiedenen Veraenderungen

vors Clavicimbal

mit 2 Manualen.

Denen Liebhabern zur Gemüths·

Ergetzung verfertiget von

JOHANN SEBASTIAN BACH

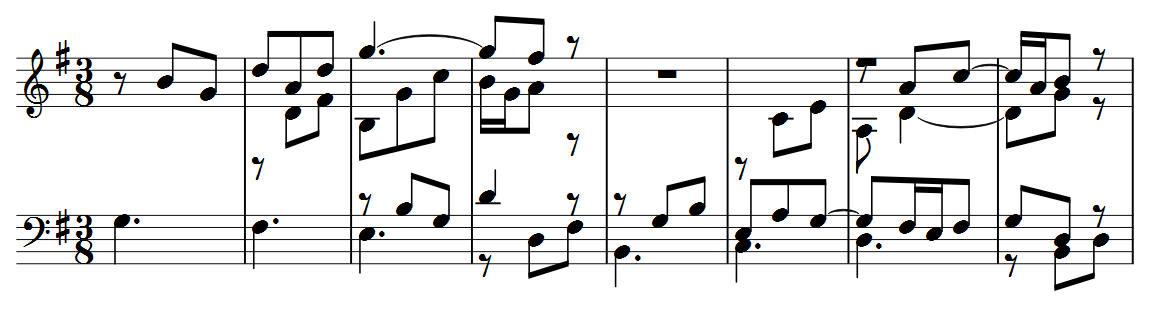
Goldbergvariatie nr.4

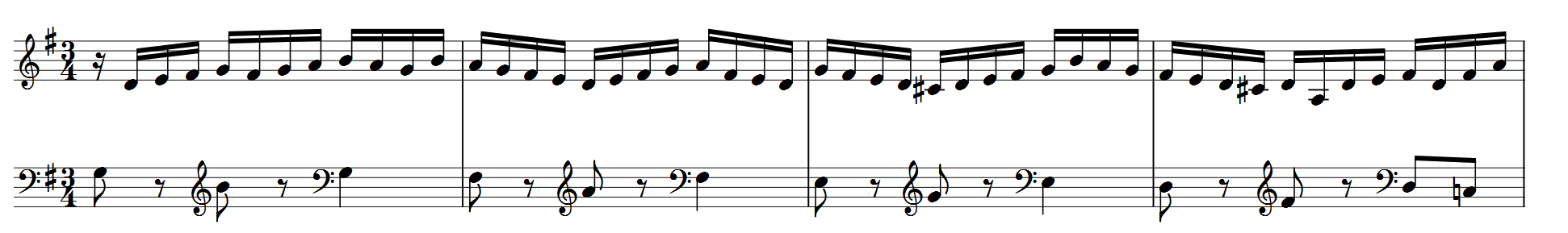
Goldbergvariatie nr.5

Königl. Pohl. und Churfl. Saechsl. Hoff-

Compositeur, Capellmeister, u. Directore

Chori Musici in Leipzig.

Nürnberg in Verlegung

Balthasar Schmids.